# Stary Żabieniec (województwo mazowieckie)
Stary Żabieniec – wieś sołecka w Polsce położona w województwie mazowieckim, w powiecie garwolińskim, w gminie Wilga.
| SIMC    | Nazwa   | Rodzaj    |
| ------- | ------- | --------- |
| 0694155 | Osuchów | część wsi |

W latach 1975–1998 miejscowość położona była w województwie siedleckim.
Wierni Kościoła rzymskokatolickiego należą do parafii św. Izydora w Marianowie.